# L'Ours brun de Norvège
 (février 2020).
Si vous disposez d'ouvrages ou d'articles de référence ou si vous connaissez des sites web de qualité traitant du thème abordé ici, merci de compléter l'article en donnant les références utiles à sa vérifiabilité et en les liant à la section « Notes et références ».

L'Ours brun de Norvège (The Brown Bear of Norway) est un conte de fées irlandais collecté par Patrick Kennedy (en). Andrew Lang l'a pour sa part inclus dans son Lilac Fairy Book. Lang s'est trompé en affirmant que le conte a été collecté par John Francis Campbell dans ses West Highland Tales (il s'agit de The Brown Bear of the Green Glen). L'Ours brun de Norvège  est considéré comme un conte-type 425A selon la classification Aarne-Thompson, c'est-à-dire la quête du mari perdu, tout comme le conte de l'Ours-roi Valemon.

## Histoire
Un roi irlandais demande à ses filles avec qui elles voudraient se marier. L'aînée veut le roi d'Ulster, la cadette le roi de Munster, et la benjamine l'ours brun de Norvège. Cette nuit-là, la plus jeune princesse se réveille dans une grande salle, avec un beau prince à genoux devant elle, et lui demande de l'épouser. Ils se marient, et le prince explique qu'une sorcière l'a transformé en ours pour lui faire épouser sa fille. Maintenant que la princesse l'a épousé, il pourra être libéré si elle endure cinq ans d'épreuves.